# Mani pulite
Mani pulite, italienska för rena händer, var en mycket omfattande rättsprocess i Italien på 1990-talet som startade med ett slumpmässigt avslöjade av en gren i en gigantisk korruptionshärva. som så småningom fick namnet "Tangentopoli". Mutskandalen började nystas upp när en företagare i Milano tröttnat på att betala mutor (tangenti) till en lokal politiker för att hans lilla städföretag skulle få kontrakt inom vårdsektorn. Det rörde sig om 10% på alla kontrakt han fick och för ett mindre företag var det kännbart. Han kontaktade därför 13 februari 1992 myndigheterna och berättade om sin situation och domaren Antonio Di Pietro startade en förundersökning. Fyra dagar senare greps Mario Chiesa, representant för socialistpartiet, på bar gärning när städföretagets ägare överlämnade 7 miljoner lire till honom för ett städkontrakt avseende ett äldreboende.
Gripandet av Chiesa startade en snöbollseffekt av sällan skådat slag som kom att rasera hela den så kallade första republikens politiska system i Italien, då det visade sig att en stor del av de politiska partiernas verksamhet sedan länge hade finansierats med mutor. Mängder av politiker på olika nivåer greps, åtalades och dömdes till fängelse. Under 1992 kunde medborgarna i TV:s nyhetssändningar dag efter dag bli informerade om nya förundersökningar mot ministrar, stora städers borgmästare och tunga namn i det italienska näringslivet. Förundersökningsledarna anmälde sammanlagt 3 200 personer till åtal, av vilka ca 1 300 erkände sig skyldiga redan före rättegång. Ett flertal begick självmord för att undvika de rättsliga men kanske framför allt de sociala konsekvenserna.
Den politiska skandalen och rättsprocessen framkallade omsider omfattande politiska reformer, och ledde till upplösningen av många etablerade partier, däribland kristdemokraterna. Socialistpartiets partisekreterare, före detta premiärministern, Bettino Craxi flydde i maj 1994 till Tunisien för att undkomma ett långt fängelsestraff. Förtroendet för politikerna och det politiska system på vilket första republiken baserades försvann i stort sett helt. I förlängningen ledde detta till att mediamogulen Silvio Berlusconi med partiet Forza Italia kunde vinna valet och bli ny premiärminister, trots att även Berlusconi omsider i november 1994 som sittande premiärminister blev kallad till förhör som misstänkt för mutbrott och det visade sig att han var föremål för en omfattande förundersökning. En dryg månad senare lämnade Berlusconi in sin första regerings avskedsansökan.